# Oliver Frljić

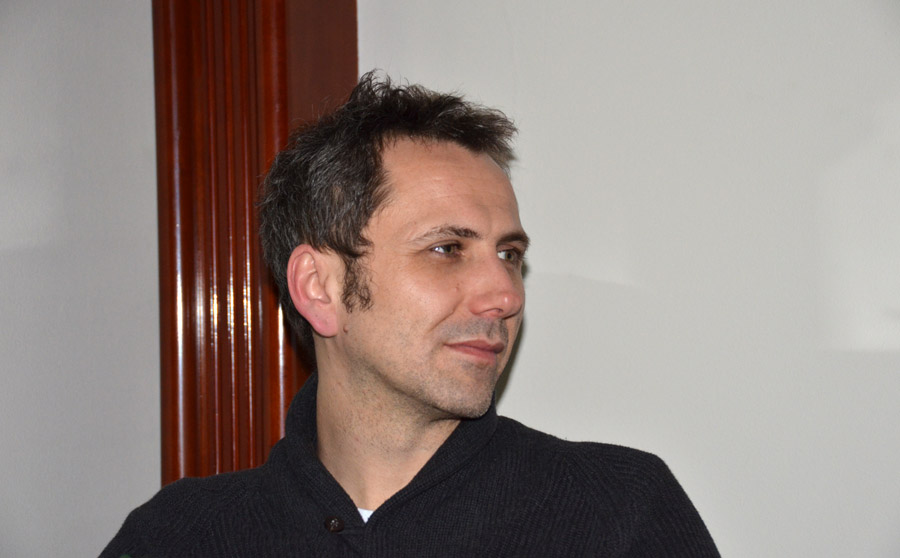
Oliver Frljić (2015)

Oliver Frljić (* 31. März 1976 in Travnik) ist ein kroatischer Theaterregisseur, Autor und Intendant.

## Leben
Der in Bosnien geborene Theaterregisseur Oliver Frljić inszeniert bereits seit seiner Studienzeit an der Akademie für szenische Künste in Zagreb auf internationalen Bühnen. Seine provokanten Theaterarbeiten waren auf diversen Theaterfestivals vertreten, darunter auf den Wiener Festwochen, dem Heidelberger Stückemarkt, dem MESS in Sarajevo, der Theaterbiennale „Neue Stücke aus Europa“ Wiesbaden, dem BITEF-Festival in Belgrad und dem renommierten Sterijino pozorje in Novi Sad. Von 2014 bis 2016 war Oliver Frljić Intendant des Nationaltheaters in Rijeka. Aus Protest gegen die kroatische Kulturpolitik und auf politische Reaktionen zu seiner Intendanz gab Oliver Frljić im Frühjahr 2016 seinen Rücktritt bekannt.
Oliver Frljićs Bühnenarbeit widmet sich zeitgenössischen Themen und versteht sich als dezidiert politisches Theater, das einen Dienst an der Gesellschaft leistet. Während die erfolgreichen Stücke Turbofolk (2008), Preklet naj bo izdajalec svoje domovine (2010), Kukavičluk (2010), Zoran Dindić (2012), Aleksandra Zec (2014) brisante Themen des nach-jugoslawischen Raums aufgriffen, wendet sich Frljićs theatrale Kritik seit Balkan macht frei (2015) zunehmend gegen westeuropäische Gesellschaften. Die Inszenierung Eure Gewalt, unsere Gewalt, die auf den Wiener Festwochen 2016 Premiere feierte, zog einen kleinen Theaterskandal nach sich.
Das autobiographische Theaterprojekt Mrzim istinu! / Ich hasse die Wahrheit! gehört zu den bisher herausragendsten und mit mehreren Preisen ausgezeichneten Arbeiten Oliver Frljićs.
Am 17. Dezember 2021 feierte seine Stückentwicklung über den Dombau zu Köln, Das Himmelreich wollen wir schon selbst finden auf der Spielstätte Depot 1 beim Schauspiel Köln Premiere. Der Nachtkritik-Rezensent nannte es ein Oszillieren „zwischen historischer Reportage, anti-katholischem Diskurs, Geschichtsparodie und Architekturkabarett“. Inhaltlich geht es von Reliquien-Knochen über Napoleon und Bismarcks Kulturkampf bis zum Vertuschen der sexualisierten Gewalttaten im Kölner Erzbistum. Der Dramenautor selbst führte bei der pausenfreien, zweistündigen Inszenierung die Regie, das Bühnenbild schuf Igor Pauška und die Musik Daniel Regenberg.
2022 übernahm Frljić eine Funktion als Ko-Künstlerischer Leiter am Berliner Maxim-Gorki-Theater.

## Leistungen
In den Jahren 2007 bis 2015 wurde Oliver Frljić mit bisher über 20 Theaterpreisen ausgezeichnet, darunter mit dem Preis für die Beste Regie auf dem Sterijino pozorje in Novi Sad (2011).